# Maryan Wisnieski
Maryan Wisnieski (født 1. februar 1937 i Calonne-Ricouart, Frankrig, død 3. marts 2022) var en fransk fodboldspiller, der spillede som angriber. Han var på klubplan tilknyttet Lens, Sampdoria, Saint-Étienne, Sochaux og Grenoble og spillede desuden 33 kampe for det franske landshold. Han var med på det franske hold til både VM i 1958 og EM i 1960.